# Kalejdoskop
För andra betydelser, se Kalejdoskop (olika betydelser).

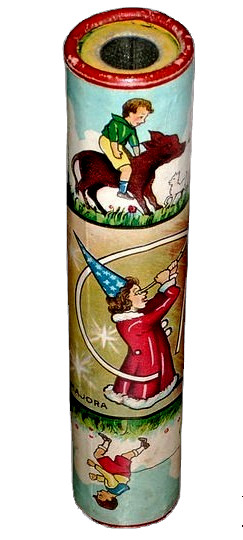
Kalejdoskop.

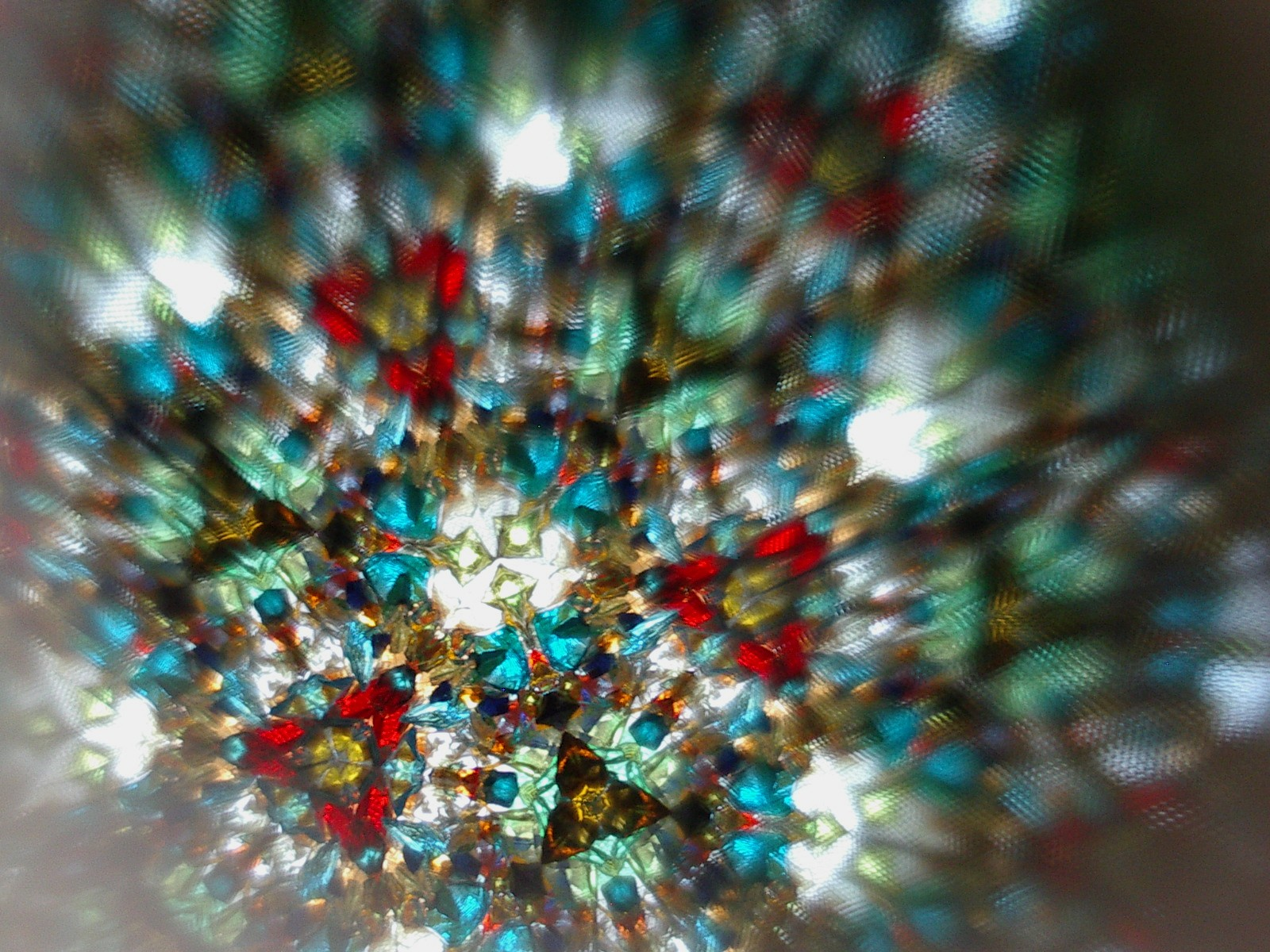
Inuti ett kalejdoskop.

Kalejdoskop kallas en tub försedd med speglar som reflekterar föremål, till exempel färgade glasbitar eller pärlor, som lagts i röret, i symmetriska kombinationer. När man roterar på tuben formar föremålen nya spännande mönster. Kalejdoskopet uppfanns av Sir David Brewster år 1816. Han fick patent på sin uppfinning 1817. 
Kalejdoskopet blev en omedelbar succé, både i Storbritannien och i många andra länder. Brewster uppskattade att inom några månader hade tvåhundratusen exemplar sålts, de flesta dock piratkopior.

## Etymologi
Ordet kalejdoskop kommer från grekiskan och betyder: betrakta vackra former. Ordagrant rör det sej om tre ord: καλός kalós "vacker", εἴδος eidos "form, gestalt" och σκοπεῖν skopéin "se, titta betrakta".